# 25035 Scalesse
25035 Scalesse è un asteroide della fascia principale. Scoperto nel 1998, presenta un'orbita caratterizzata da un semiasse maggiore pari a 2,6486518 UA e da un'eccentricità di 0,1396573, inclinata di 4,44395° rispetto all'eclittica.